# Mathias Joseph Bluff
Mathias Joseph Bluff (* 5. Februar 1805 in Köln; † 5. Juni 1837 in Aachen) war ein deutscher Mediziner und Botaniker. Sein botanisches Autorenkürzel lautet „Bluff“.

## Leben
Mathias Joseph Bluff studierte ab 1822 an der Universität Bonn und ab 1825 an der Universität Berlin Medizin, wo er am 16. Dezember 1826 zum Doktor der Medizin und Chirurgie promoviert wurde. Ab 1827 wirkte er als Arzt in Gangelt, ab 1829 in Geilenkirchen und ab 1832 in Aachen. Er verheiratete sich mit Agnes Reimbold, mit der er einen Sohn und eine Tochter hatte.
Während seines Studiums in Bonn lernte er die beiden Brüder Christian Gottfried Daniel Nees von Esenbeck und Theodor Friedrich Ludwig Nees von Esenbeck kennen, die ihn förderten und für die Botanik begeisterten. Zusammen mit seinem Freund Carl Anton Fingerhuth, mit dem er einige Schriften gemeinsam veröffentlichte, ist er Erstbeschreiber zahlreicher botanischer Taxa.
Er war Mitglied der Regensburgischen Botanischen Gesellschaft und ab Oktober 1834 Mitglied im Botanischen Verein am Mittel- und Niederrhein.
Am 3. August 1833 wurde er mit dem akademischen Beinamen van Swieten II. zum Mitglied (Matrikel-Nr. 1365) der Leopoldina gewählt.
Bluff war sehr musikalisch und spielte Violine und Gitarre, komponierte auch Stücke für Gitarre und lernte zuletzt noch Hammerklavier.

## Ehrungen
Wahrscheinlich ihm zu Ehren wurde 1834 die Pflanzengattung Bluffia Nees aus der Familie der Süßgräser benannt.

## Schriften
- mit Carl Anton Fingerhuth: Compendium florae Germaniae. Sect. I. Plantae phanerogamicae seu vasculosae. Tomus I. Schrag, Norimbergae 1825 Digitalisat.
- mit Carl Anton Fingerhuth: Compendium florae Germaniae. Sect. I. Plantae phanerogamicae seu vasculosae. Tomus II. Schrag, Norimbergae 1825 Digitalisat.
- De absorptione cutis. Inauguraldissertation, Berlin 1826.
- Entwicklungs-Combinationen organischer Wesen. Bachem, Köln 1827 Digitalisat.
- Über die Heilkräfte der Küchengewächse. Schrag, Nürnberg 1828 Digitalisat.
- mit Christian Gottfried Daniel Nees von Esenbeck, Carl Anton Fingerhuth, Johann Conrad Schauer: Compendium florae Germaniae. Sectio I., Plantae phanerogamicae seu vasculosae. Tomus I, Pars I, Schrag, Norimbergae 1836 Digitalisat.
- mit Christian Gottfried Daniel Nees von Esenbeck, Carl Anton Fingerhuth, Johann Conrad Schauer: Compendium florae Germaniae. Sectio I., Plantae phanerogamicae seu vasculosae. Tomus I, Pars II, Schrag, Norimbergae 1837 Digitalisat.
- Reform der Heilkunst. Erster Band, Engelmann, Leipzig 1837 Digitalisat.